# جسر ايراسموس

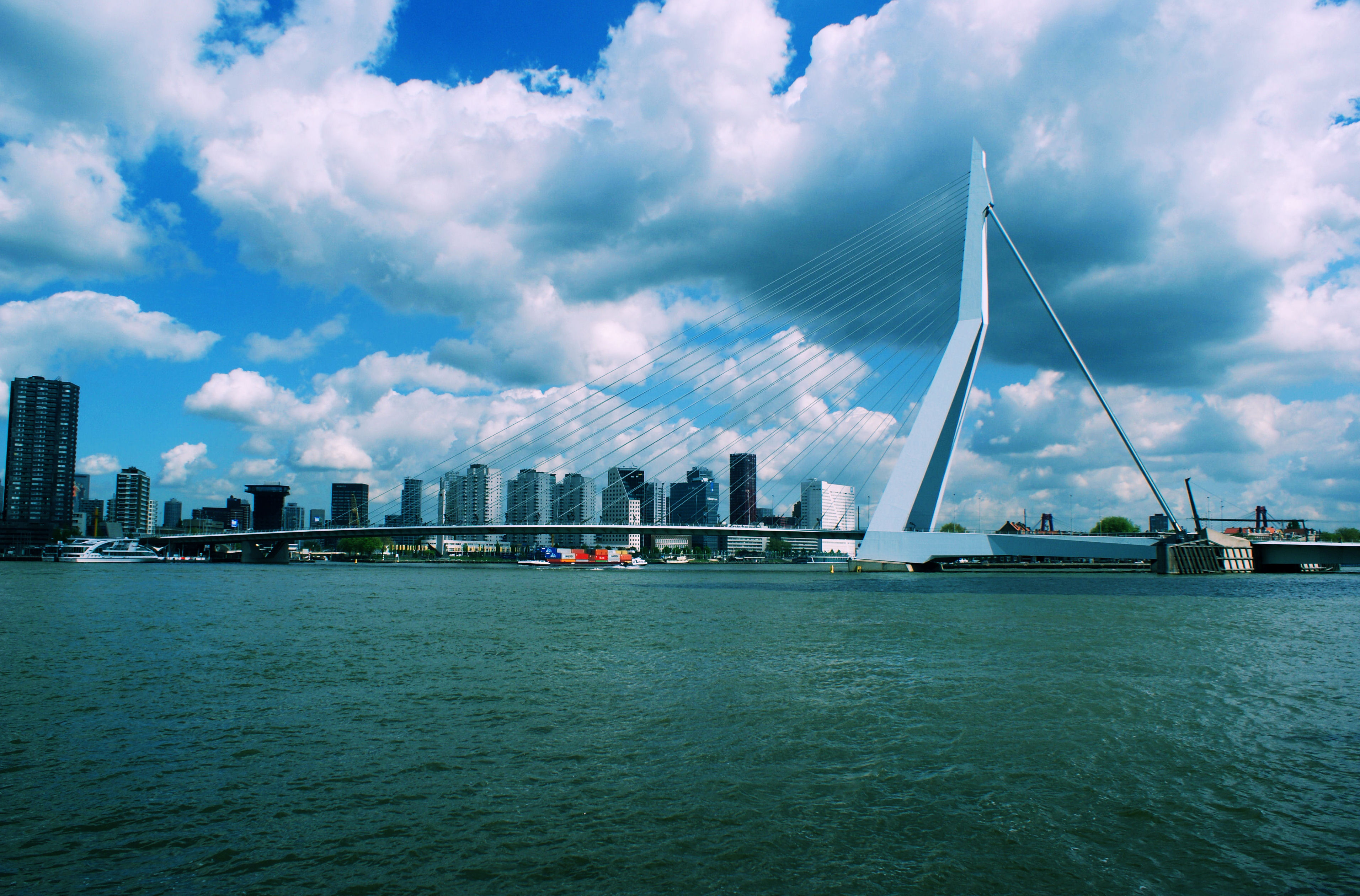
الجسر وفي الخلفية تظهر روتردام

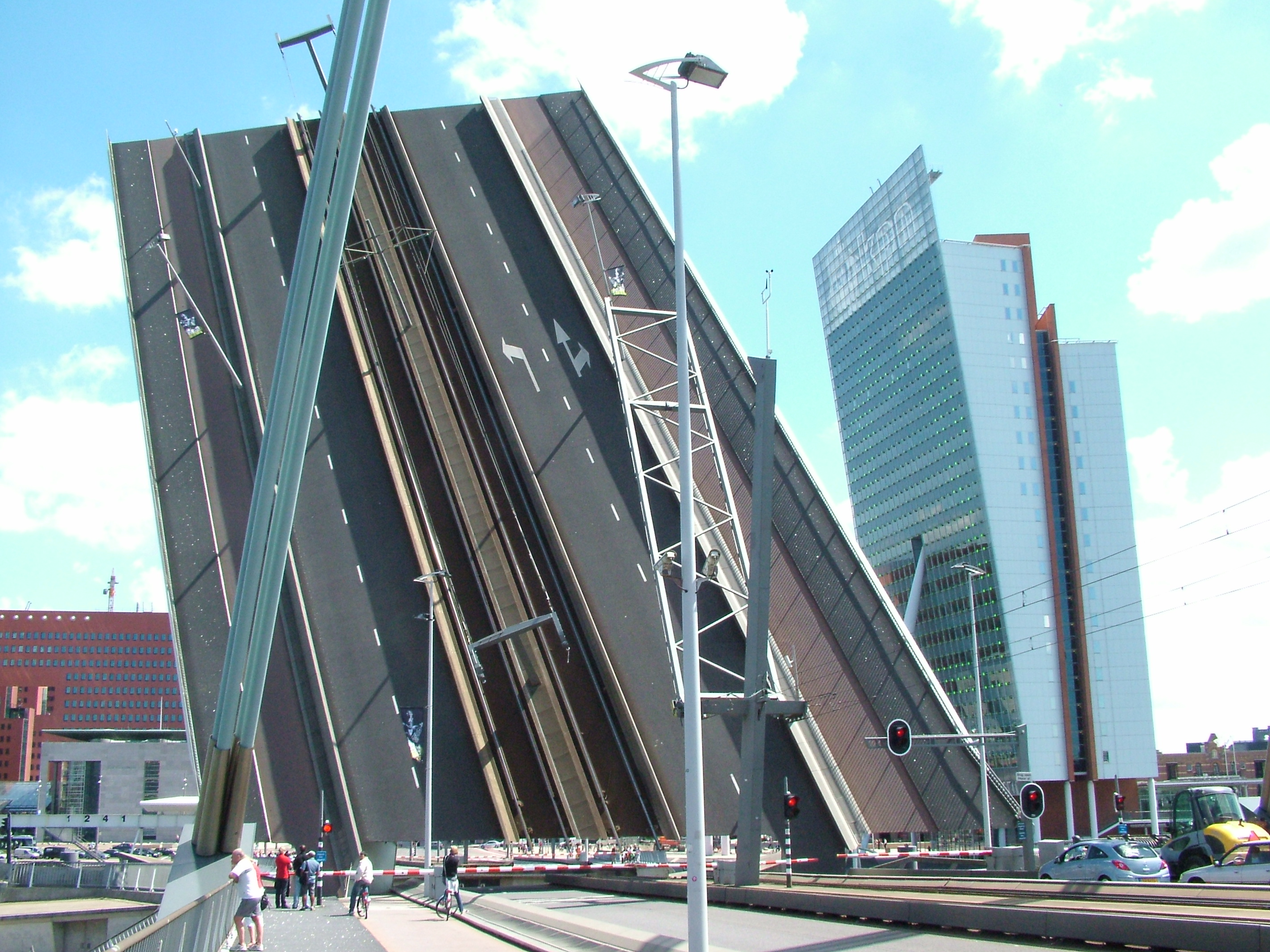
أثناء فتح الجسر لعبور السفن

جسر ايراسموس (بالهولندية: Erasmusbrug) هو جسر مدعوم بالكوابل ومتحرك يُفتح ويُغلق من أجل عبور السفن. يقع في روتردام ثاني كبرى المدن الهولندية، ويربط بين المنطقة الجنوبية من الميناء القديم ومركز المدينة الحديث. سمي الجسر نسبة للفيلسوف المسيحي دسيدريوس إراسموس أحد أبرز رواد الحركة الإنسانية. يبلغ طول الجسر 802 مترًا (2,631 قدمًا)، وصممه المهندس بن فان بركل، وقد كلف إنشاءه ما يزيد عن 165 مليون يورو. أفتتح الجسر رسميًا في 6 سبتمبر 1996 بمشاركة بياتريكس ملكة هولندا.

## معرض صور

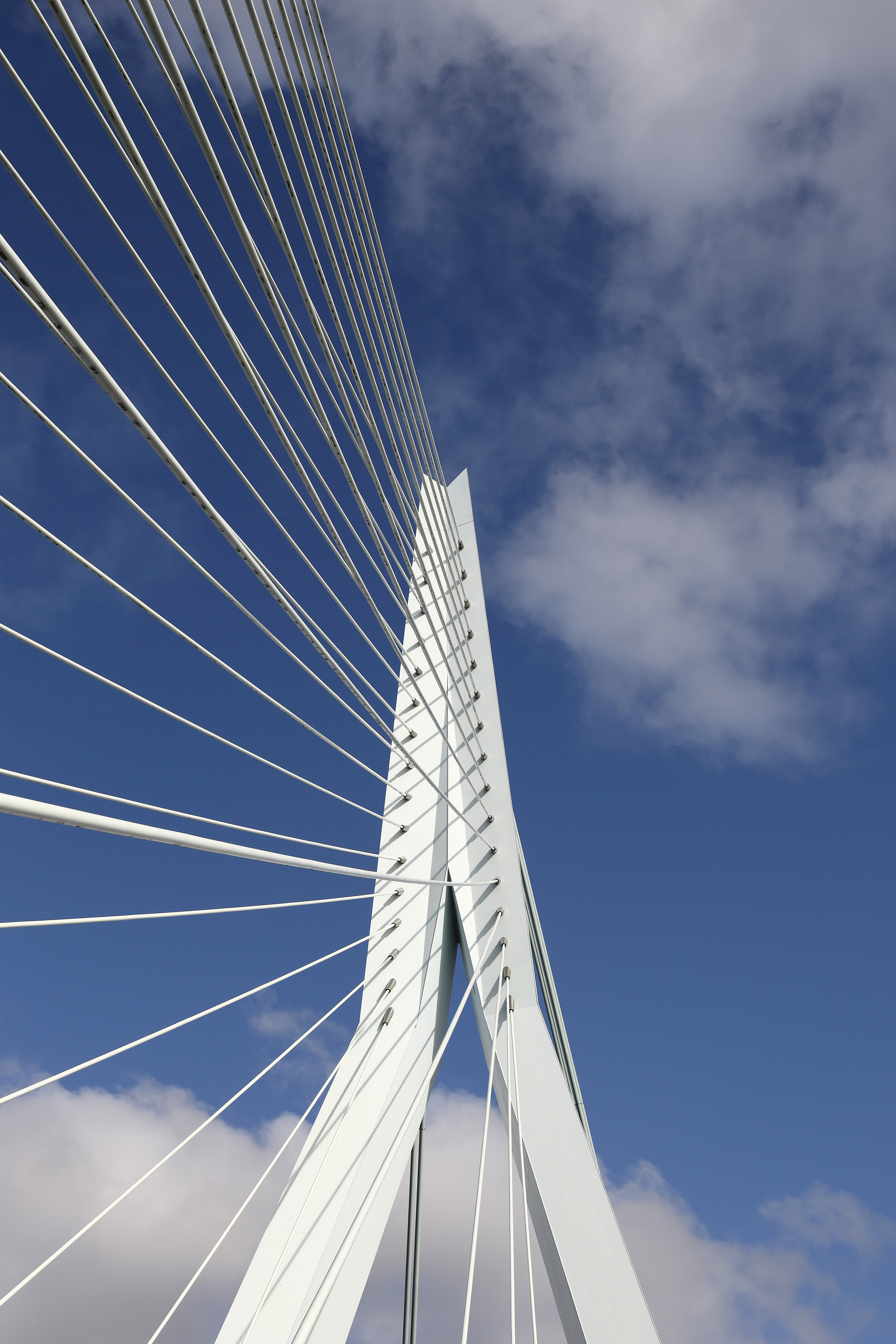
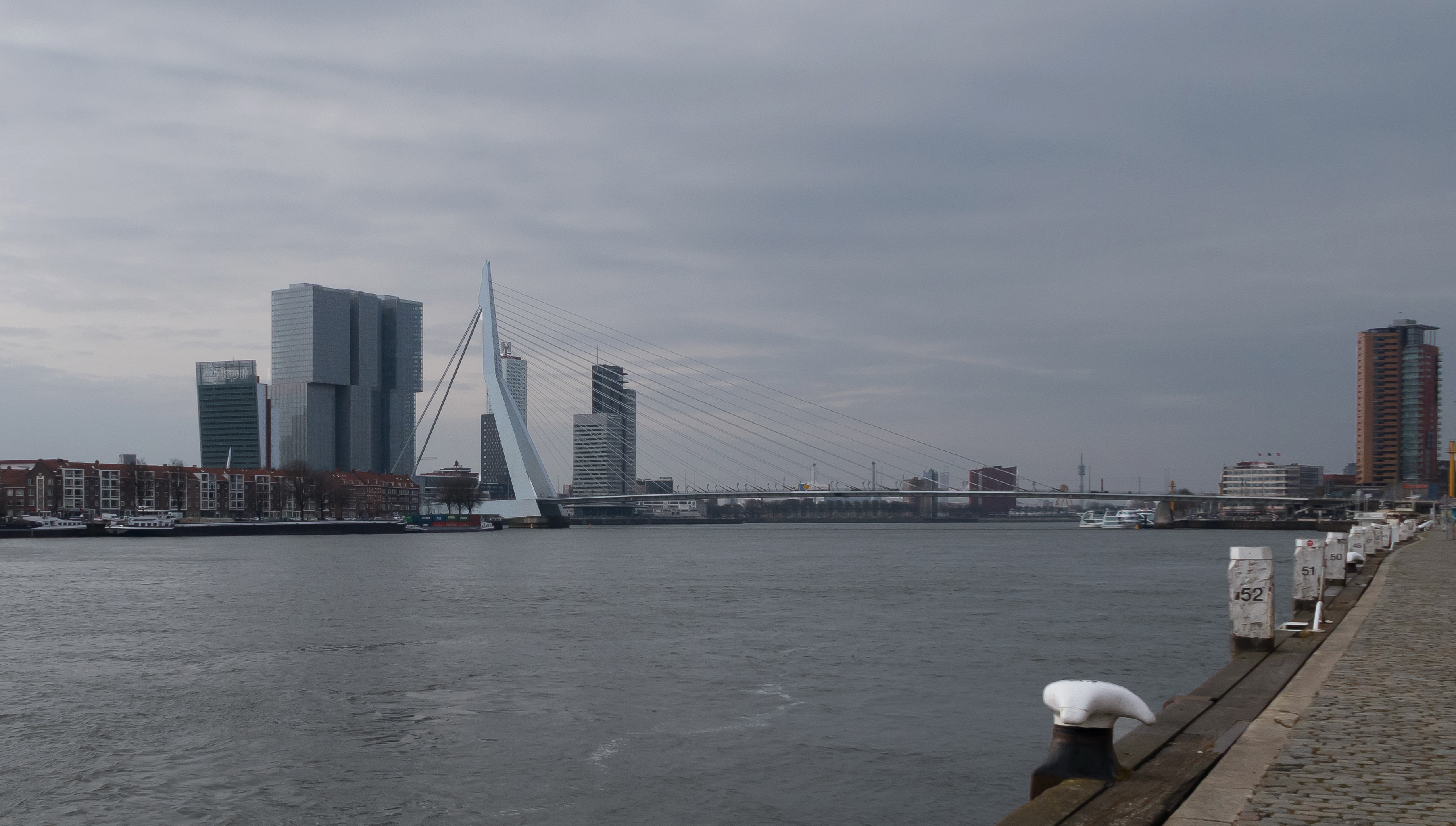
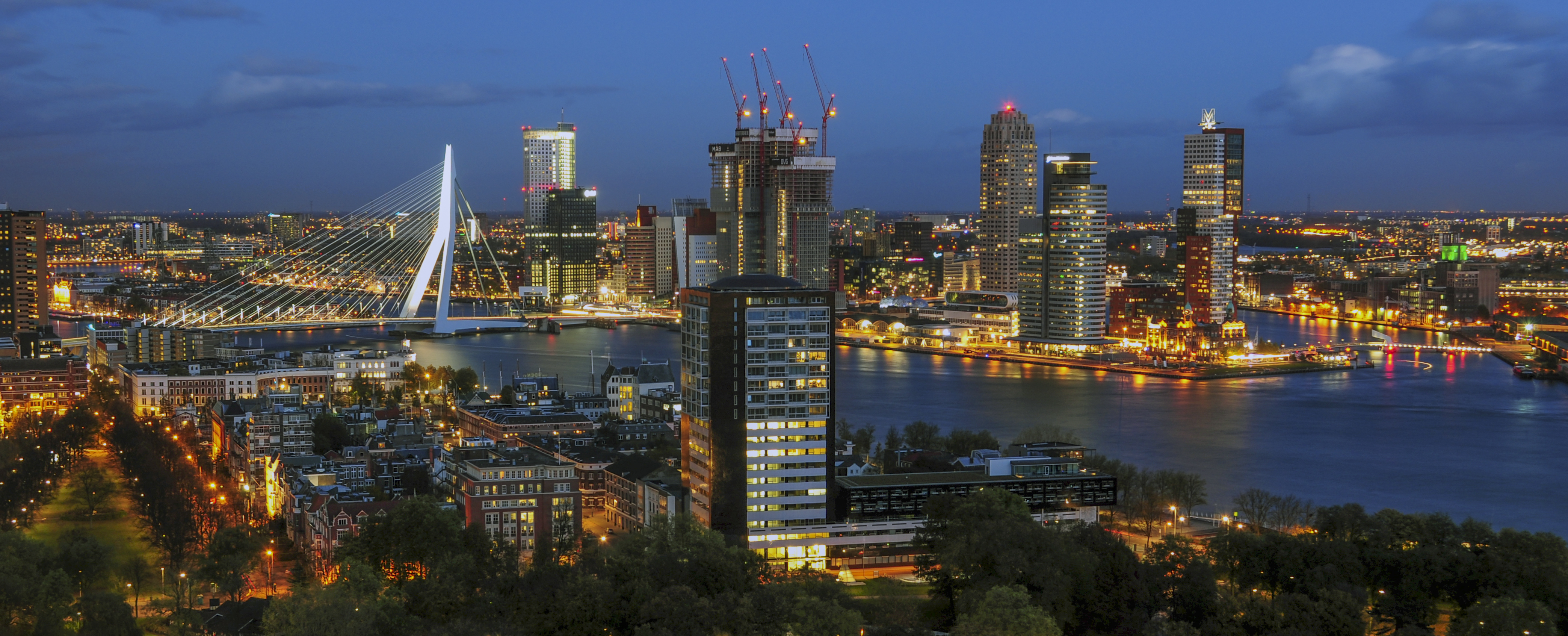
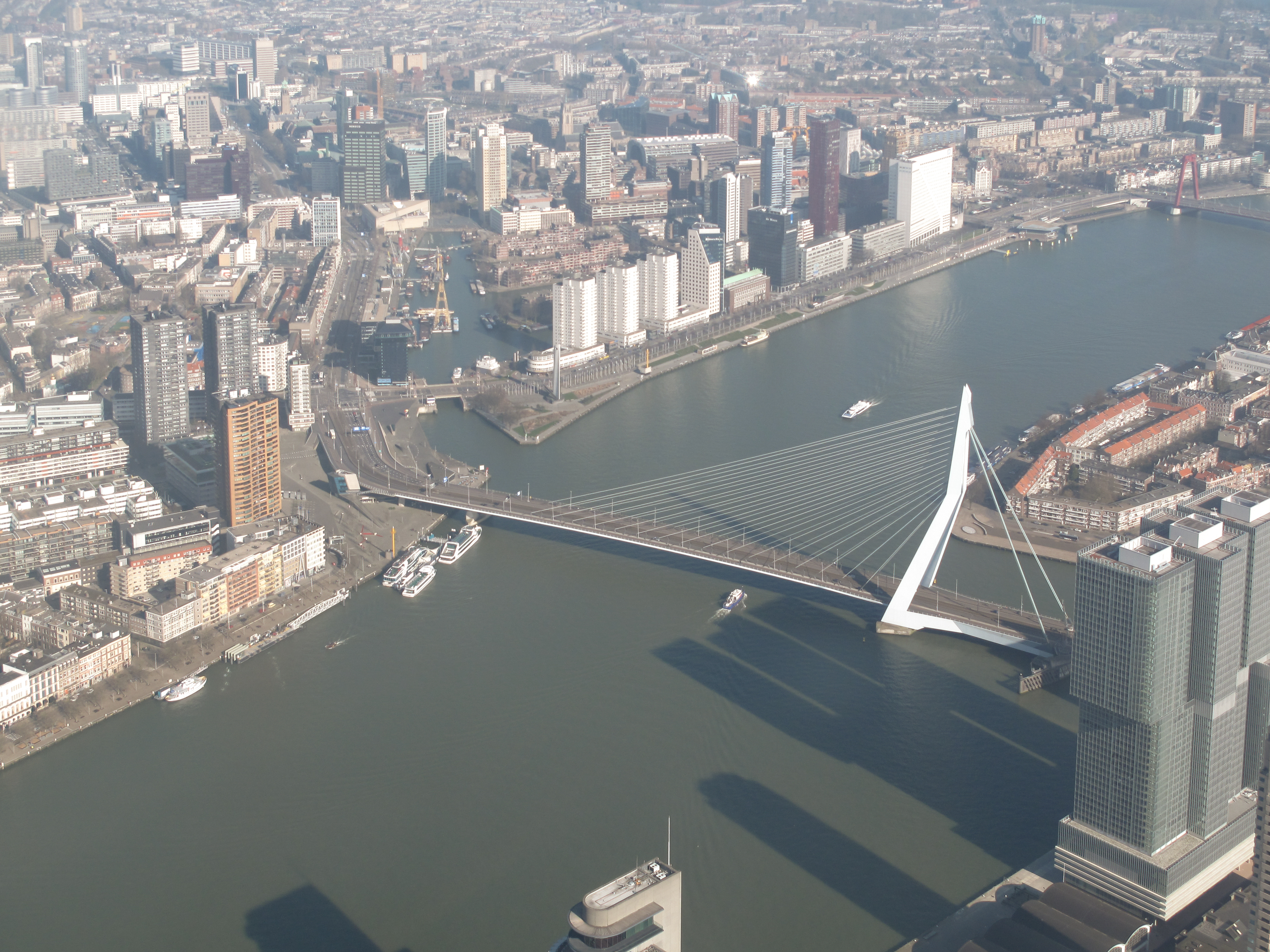